# Milota, Szabolcs-Szatmár-Bereg
Milota  este un sat în districtul Fehérgyarmat, județul Szabolcs-Szatmár-Bereg, Ungaria, având o populație de 971 de locuitori (2011). 

## Demografie
Componența etnică a satului Milota
     Maghiari (79,89%)
     Romi (20,11%)
Componența confesională a satului Milota
     Reformați (73,12%)
     Fără religie (3,81%)
     Greco-catolici (2,06%)
     Romano-catolici (1,65%)
     Necunoscută (19,05%)
     Luterani (0,31%)
     Alte religii (2,57%)
Conform recensământului din 2011, satul Milota avea 971 de locuitori. Din punct de vedere etnic, majoritatea locuitorilor (79,89%) erau maghiari, cu o minoritate de romi (20,11%).  Din punct de vedere confesional, majoritatea locuitorilor (73,12%) erau reformați, existând și minorități de persoane fără religie (3,81%), greco-catolici (2,06%) și romano-catolici (1,65%). Pentru 19,05% din locuitori nu este cunoscută apartenența confesională.